# Volo American Airlines 96
Il volo American Airlines 96 era un volo di linea passeggeri dall'aeroporto internazionale di Los Angeles all'aeroporto LaGuardia di New York, con scali a Detroit e a Buffalo. Il 12 giugno 1972, un McDonnell Douglas DC-10 operante su tale tratta subì il cedimento del portellone di carico mentre stava sorvolando la città di Windsor, Ontario, Canada.

## Dettagli

### Aeromobile
L'aereo era un McDonnell Douglas DC-10-10 con codice di registrazione N103AA e numero di serie (MSN) 46503; volò per la prima volta nel febbraio del 1971 e venne consegnato ad American Airlines cinque mesi dopo, nel luglio 1971.
Era alimentato da tre motori General Electric CF6, due posizionati sotto le ali e uno sulla coda. Dopo l'incidente e la riparazione, il velivolo rientrò in servizio fino al 2002, quando venne demolito all'aeroporto di Phoenix Goodyear.

### Equipaggio
L'equipaggio era composto dal comandante Bryce McCormick, 52 anni, dal primo ufficiale Peter Whitney, 34 anni, e dall'ingegnere di volo Clayton Burke, 50 anni. McCormick era un pilota di grande esperienza, aveva infatti accumulato più di 24000 ore di volo durante la sua carriera. Anche Whitney e Burke erano esperti, con circa 7900 e 13900 ore ciascuno. L'equipaggio, nel complesso, aveva accumulato 176 ore nei DC-10, una tipologia di aereo entrata in servizio da poco meno di un anno.

## L'incidente
Il volo partì da Los Angeles 46 minuti in ritardo a causa dell'imbarco dei passeggeri e dell'intenso traffico aereo, alle 13:30, e arrivò a Detroit alle 18:36. Da lì, dopo il carico e scarico di persone e merci, decollò con 56 passeggeri e 11 membri dell'equipaggio a bordo. Partì alle 19:20, raggiunse i 6 000 piedi (1 800 m), entrò nella via aerea V554 e cominciò la salita verso il livello di volo 210 (21 000 piedi (6 400 m)).
Alle 19:25, alla quota di 11 750 piedi (3 580 m) e alla velocità di 260 nodi (480 km/h), l'equipaggio sentì un "tonfo" distinto e la polvere si levò nella cabina di pilotaggio. Il "tonfo" era il rumore del portellone di carico posteriore che si era rotto e aveva provocato un'improvvisa decompressione. Una parte del pavimento sul retro della cabina si era spezzata. Il comandante credette per un attimo di aver subito una collisione a mezz'aria, e che i finestrini della cabina di pilotaggio si fossero rotti. Allo stesso tempo, i pedali del timone si spostarono completamente a destra e le manette dei motori si spostarono al minimo. McCormick assunse immediatamente il controllo manuale dell'aeromobile e tentò di riapplicare potenza ai propulsori, scoprendo che i numero 1 e 3 rispondevano normalmente, mentre il 2, quello di coda, no, a causa del fatto che i cavi di controllo erano stati tagliati nel cedimento del pavimento. I piloti riuscirono a livellare il DC-10 e stabilizzare la velocità a 250 nodi (460 km/h). Dichiararono un'emergenza e chiesero di ritornare a Detroit.
Nella cabina, gli assistenti di volo videro una forma di "nebbia" alzarsi e la riconobbero immediatamente essere una depressurizzazione. Due membri dell'equipaggio si ferirono lievemente poiché si trovavano nella zona posteriore, dove il pavimento era crollato parzialmente nella stiva. Ciononostante, tentarono di assicurarsi che le maschere di ossigeno fossero state indossate correttamente, ma a causa del fatto che l'evento era successo al di sotto dei 14 000 piedi (4 300 m) non erano neanche scese. Uno degli assistenti, dopo aver indossato una mascherina portatile, chiamò la cabina di pilotaggio per informarli che il danno era nella parte posteriore del velivolo. Su istruzioni dei piloti, istruirono i passeggeri sulle procedure di atterraggio di emergenza. In seguito, un certo numero di passeggeri riferì che le carte di sicurezza dell'aeromobile si erano rivelate utili per individuare l'uscita più vicina. Una bara contenente il corpo di una donna cadde fuori dalla stiva precipitando vicino a Windsor, in Canada.
L'aereo si diresse verso Detroit, ma, quando l'equipaggio impostò i flap a 35 gradi per l'atterraggio, il DC-10 si stabilizzò a una velocità di discesa di 1 900 piedi (580 m) / min, che era troppo veloce. Applicando potenza ai motori n.1 e n.3, quelli posizionati sulle ali, McCormick riuscì a livellare il muso e ridurre la velocità a 700 piedi (210 m) / min. Alle 19:44, il velivolo atterrò sulla 03R, virando immediatamente a destra e lasciando la superficie della pista. Il primo ufficiale Whitney applicò la piena spinta inversa al motore sinistro e portò al minimo quella di destra, raddrizzando il percorso dell'aereo e riportandolo sull'asfalto. L'aeromobile si fermò a 880 piedi (270 m) dalla fine, con il muso e il carrello sinistro sulla pista, quello di destra nell'erba accanto. Accadde che durante l'addestramento sui DC-10, McCormick si era esercitato, in un simulatore, a controllare l'aereo con le manette posizionate in questo modo, nello scenario peggiore di un guasto idraulico. Una tecnica simile fu utilizzata su un altro DC-10 nel 1989 a seguito di una perdita completa di pressione idraulica, sul volo United Airlines 232.

## Le indagini
Il problema che aveva causato l'incidente è stato immediatamente evidente, poiché mancava il portellone posteriore di carico; lo scoppio aveva provocato gravi danni allo stabilizzatore orizzontale sinistro. Gli investigatori hanno analizzato la cronologia della manutenzione e hanno scoperto che il 3 marzo 1972, tre mesi prima dell'incidente, gli operatori di terra avevano riferito che il portellone non si era bloccato elettricamente e avevano dovuto chiuderlo manualmente. Il 30 maggio 1972, McDonnell Douglas aveva pubblicato il Bollettino di servizio 52-27, DC-10 SC 612, in cui si chiedeva il potenziamento del cablaggio elettrico che guidava i chiavistelli poiché "tre operatori di carico avevano segnalato il guasto degli attuatori elettrici dei chiavistelli per bloccare / sbloccare il portellone della stiva. Il malfunzionamento è attribuito a un'eccessiva caduta di tensione che riduce la coppia in uscita all'attuatore. Questa condizione può impedire il bloccaggio / sbloccaggio elettrico dei ganci". La modifica non era obbligatoria, tuttavia, e non era stata effettuata su N103AA, l'aereo coinvolto nell'incidente.
Gli investigatori hanno interrogato l'equipaggio di terra a Detroit e hanno appreso che l'operatore di stiva che gestiva il portellone posteriore aveva trovato estremamente difficile la chiusura. Ha dichiarato di averlo chiuso elettricamente e di aver atteso che il suono dei motori dell'attuatore si fermasse. Tentando di azionare la maniglia di bloccaggio, era riuscito a far bloccare il chiavistello solo applicando forza con il ginocchio, ma aveva notato che il tappo di sfiato non era completamente chiuso. Lo aveva portato all'attenzione di un meccanico, che però autorizzò lo stesso il volo a partire. L'ingegnere di volo ha riferito che la spia di "porta socchiusa" sul suo pannello non si era accesa in nessun momento durante il taxi o le varie fasi di volo.
L'esame dell'aeromobile e del portellone di carico, che è stato recuperato in gran parte intatto a Windsor, ha dimostrato che i dispositivi di chiusura non erano mai stati ruotati nella posizione di blocco. In quel modo la pressione sulla porta preme ulteriormente i chiavistelli, e non viene trasmessa alcuna forza nel sistema di attuatori, che si occupa dell'apertura e della chiusura. Con i chiavistelli solo parzialmente chiusi, le forze sulla porta sono state ritrasmesse all'attuatore, finendo per sopraffarlo a una forza di circa 29358Newton. La rapida depressurizzazione alla rottura del portellone aveva causato il crollo del pavimento sopra di esso, che, oltre a tagliare molti cavi operativi, aveva spinto quello del timone al limite.

### Causa del malfunzionamento del portellone
Le porte della cabina passeggeri sul DC-10 sono del tipo "plug door", che ne impedisce l'apertura mentre l'aeromobile è pressurizzato. Il portellone di carico, tuttavia, non lo è. A causa della sua ampia area, non poteva essere aperto verso l'interno della fusoliera senza occupare una notevole quantità di prezioso spazio di carico. Invece, la porta è stata progettata per aprirsi verso l'esterno, consentendo al carico di essere posizionato direttamente dietro di essa. La porta che si apriva verso l'esterno, in teoria, le permetteva di essere "spalancata" dalla pressione all'interno dell'area di carico.
Per evitare ciò, il DC-10 utilizzava un sistema di chiusura "fail-safe" tenuto in posizione da chiavistelli, cinque chiusure a forma di C montate su un albero di coppia comune che sono ruotate su perni di bloccaggio fissi ("bobine") fissati alla fusoliera. A causa della loro forma, quando i chiavistelli sono nella posizione corretta, la pressione sulla porta non genera un momento torcente sui chiavistelli, che potrebbe causarne l'apertura, e li posiziona ulteriormente sui perni. Normalmente i chiavistelli vengono aperti e chiusi da un martinetto alimentato da un motore attuatore elettrico.
A causa del cablaggio sotto progettato che alimenta il motore dell'attuatore, è possibile che la tensione erogata al motore sia troppo bassa per guidarlo in presenza di carichi elevati. In questi casi, il motore smetterebbe di girare anche se i fermi non ruotassero sui perni. Poiché gli operatori ascoltano l'arresto dei motori come indicazione della loro completa rotazione, un guasto nel sistema di azionamento indicherebbe erroneamente che la porta è stata correttamente bloccata.
Per garantire che questa rotazione fosse completata e che i chiavistelli fossero nella posizione corretta, la porta del carico del DC-10 includeva anche un meccanismo di bloccaggio separato. Le serrature consistevano in piccoli perni fatti scorrere orizzontalmente attraverso fori sul retro dei fermi, tra il fermo e il telaio dell'aeromobile. Quando i perni erano in posizione, impedivano meccanicamente il movimento in posizione aperta, quindi anche il motore dell'attuatore non poteva più aprirli. Se i chiavistelli non fossero nelle loro posizioni corrette, i perni non potrebbero entrare nei fori e la maniglia sulla parte esterna della porta rimarrebbe aperta, indicando visivamente un problema. Inoltre, la maniglia spostava un tappo di metallo in uno sfiato nel pannello esterno della porta; se lo sfiato non fosse ostruito, la porta non manterrebbe la pressione, eliminando qualsiasi forza su di essa. Infine, nella cabina di pilotaggio c'era una spia che sarebbe rimasta accesa se la porta non fosse stata correttamente bloccata.
In teoria, il guasto del motore dell'attuatore non potrebbe presentare un problema perché non riuscirebbe a chiudere la leva di bloccaggio. Durante le indagini, tuttavia, un test effettuato dalla stessa McDonnell Douglas ha dimostrato che l'intero sistema operativo dei perni di bloccaggio era troppo debole, e permetteva alla maniglia di essere chiusa forzatamente anche con i perni fuori dai fori di bloccaggio. Ciò è avvenuto sul volo 96, quando l'operatore di terra ha forzato la maniglia chiudendola con il ginocchio. Nonostante lo sfiato sia rimasto parzialmente aperto, né l'operatore né l'ingegnere lo hanno considerato una cosa seria. Sebbene la porta di sfiato sia rimasta parzialmente aperta, si è chiusa abbastanza da causare una "chiusura" e quindi consentire la pressurizzazione della stiva. Anche se la maniglia non ha alloggiato completamente nei perni, la piccola quantità di movimento che è riuscita a causare è stata sufficiente per premere l'interruttore dell'indicatore di avviso, disattivando la spia del cockpit. Fu solo la combinazione di tutti questi malfunzionamenti che permise il verificarsi dell'incidente. Tuttavia, tutti questi indicatori condividevano un unico punto di errore: la debolezza meccanica del sistema di bloccaggio che permetteva di spostare la maniglia.
Anche il cedimento del pavimento della cabina era una questione di cattiva progettazione. Tutte le altre porzioni della stiva avevano fori praticati nel pavimento della cabina sopra le aree di carico. Nel caso di una perdita di pressione su entrambi i lati, l'aria fluirebbe attraverso le prese d'aria e uniformerebbe la pressione, eliminando così qualsiasi forza eccessiva. Solo la parte più arretrata della cabina mancava di questi fori, ed era quella parte soggetta a cedimenti. Poiché i cavi di controllo ci passavano attraverso per tutta la lunghezza dell'aeromobile, una rottura in qualsiasi punto avrebbe tagliato i controlli nella sezione di coda.

## Conseguenze
Il National Transportation Safety Board ha suggerito due modifiche al DC-10 per garantire che l'incidente di Windsor non si ripresenti: modifiche al meccanismo di bloccaggio per garantire che non possa essere chiuso forzatamente, nonché uno sfiato sul pavimento della cabina posteriore.
In risposta, la Federal Aviation Administration (FAA), incaricata di attuare queste raccomandazioni, ha concordato con McDonnell Douglas che la ventilazione aggiuntiva sarebbe stata difficile da installare. Invece, hanno proceduto alla modifica del sistema di chiusura e hanno inoltre aggiunto una piccola finestra trasparente posta nella parte inferiore della porta del carico, che permette agli operatori di ispezionare direttamente se i chiavistelli sono o meno in posizione. In combinazione con gli aggiornamenti del cablaggio già presenti nei bollettini, ciò avrebbe dovuto impedire una ripetizione dell'incidente.
Poco dopo l'evento, Dan Applegate, direttore di uno dei rami ingegneristici di Convair, ha scritto un promemoria alla direzione, sottolineando diversi problemi al design al portellone. McDonnell Douglas aveva affidato in subappalto il progetto e la costruzione della fusoliera dei DC-10 a Convair, e Applegate aveva supervisionato lo sviluppo, avvenuto in modi che riteneva riducessero la sicurezza del sistema. In particolare, ha osservato che il sistema dell'attuatore era passato da idraulico a elettrico, che riteneva meno sicuro. Ha anche osservato che il pavimento sarebbe soggetto a guasti se la porta venisse persa; in questo scenario i cavi di controllo sarebbero probabilmente tagliati, portando a una perdita di controllo del velivolo. Infine, ha sottolineato che questo preciso guasto si era già verificato nei test a terra nel 1970, e ha concluso che un tale incidente si sarebbe verificato quasi sicuramente in futuro.
Nonostante queste raccomandazioni, il 3 marzo 1974, meno di due anni dopo la quasi perdita del volo 96, il volo Turkish Airlines 981 si schiantò fuori Parigi, provocando la morte di tutti i 346 passeggeri e membri dell'equipaggio a bordo, a causa di un identico guasto al portellone posteriore. A differenza del volo 96, dove l'equipaggio era riuscito a mantenere sufficienti controlli di volo per tornare in sicurezza a Detroit, i piloti del volo 981 persero completamente il controllo delle superfici di coda e di tutta l'idraulica. Gli investigatori hanno scoperto che gli aggiornamenti non erano mai stati effettuati su quel particolare velivolo, sebbene i registri di costruzione affermassero il contrario. Era stata effettuata una modifica, l'installazione della finestra di ispezione, insieme a un avviso accanto ai comandi della porta in inglese e turco, che informava gli operatori su come ispezionare i fermi. L'operatore di Parigi era algerino e non sapeva leggere nessuna delle due lingue, e gli era stato insegnato che finché la maniglia di chiusura si chiudeva, la porta era sicura. Aveva anche notato di non aver dovuto forzare la maniglia, e gli investigatori hanno concluso che era già stata piegata su un volo precedente.
All'indomani del volo 981, il memorandum di Applegate fu scoperto e inserito come prova durante la massiccia causa civile che seguì. Molti cronisti hanno successivamente incolpato il costruttore di aeromobili, McDonnell Douglas e altre autorità aeronautiche, per non aver imparato le lezioni dall'incidente del volo 96. Sebbene ci fosse stata una riprogettazione del portellone del DC-10, era stato implementato solo volontariamente e a casaccio da varie compagnie aeree. Se i segnali di allarme del volo 96 fossero stati ascoltati, è probabile che l'incidente del volo 981 sarebbe stato prevenuto. È seguita una riprogettazione completa dell'intero sistema di porte, e nessun DC-10 o MD-11 ha mai subito nuovamente un incidente simile.

## Cultura di massa
L'incidente del volo 96 della American Airlines è stato analizzato nella puntata Una tragedia annunciata della quinta stagione del documentario Indagini ad alta quota trasmesso dal National Geographic Channel.